# Совет Государственной думы
Совет Государственной думы Федерального собрания Российской Федерации — орган Государственной думы, создаваемый для подготовки организационных решений палаты. В него входят председатель Государственной думы, первые заместители председателя Государственной думы, заместители председателя Государственной думы и председатели фракций. Может также входить не более двух руководителей внутрифракционных групп с правом решающего голоса. До 2007 года, то есть до отмены одномандатных округов и свободного членства во фракциях и группах, в совет входили также руководители депутатских групп. Правом совещательного голоса в Совете Государственной думы обладают заместители председателя палаты и председатели думских комитетов. Согласно регламенту палаты, в случае отсутствия Совета руководителя фракции, по его поручению в заседании может принимать участие его заместитель.
Совет Государственной думы составляет программу работы палаты на очередную парламентскую сессию, направляет поступившие в палату законопроекты на рассмотрение в думские комитеты, назначает парламентские слушания и внеочередные заседания, составляет календарь рассмотрения вопросов, распределяет обязанности между заместителями председателя Государственной думы, рассматривает бюджетную смету палаты, утверждает планы международных связей Государственной думы, принимает решение о награждении почётной грамотой и почётным знаком Государственной думы за заслуги в развитии парламентаризма.
Председательствует на заседаниях Совета председатель Государственной думы или, по его поручению, один из его заместителей. Он же организует его работу. Решение принимается простым большинством голосов, в случае их равенства решающий голос принадлежит председателю или ведущему заседание заместителю.
В заседаниях Совета также вправе участвовать полномочные представители президента и правительства России, а при рассмотрении законопроектов, внесённых иными субъектами права законодательной инициативы, представители данных субъектов. Присутствовать на заседании Совета и вносить предложения по порядку работы имеет право любой депутат палаты.
Информация об основной деятельности Совета Государственной думы является открытой и поступает в фонд электронных материалов и ресурсов палаты.
В процессе работы VII ― VIII созывов Государственной думы можно наблюдать усиление роли данного Совета. Этот парламентский институт получил следующие значимые полномочия:
- направлять законопроект в Правительство РФ для оценки его регулирующего воздействия;
- заслушивать позицию Правительства РФ по отзыву на рассматриваемый законопроект на пленарном заседании Государственной думы;
- принимать решение о снятии законопроекта с рассмотрения Государственной думой (в случае его отзыва инициатором);
- назначать, отменять либо переносить организацию «правительственных часов».

По результатам изменений в Регламенте Государственной думы VII созыва Совет усилил своё участие в законотворческом процессе, приобрёл роль посредника между Государственной думой и Правительством Российской Федерации, повысив своё влияние на внутрипарламентские процедуры. 

## Состав Совета Государственной Думы VIII созыва
- Володин Вячеслав Викторович – Председатель Государственной Думы;
- Жуков Александр Дмитриевич – первый заместитель Председателя ГД;
- Мельников Иван Иванович – первый заместитель Председателя ГД;
- Кузнецова Анна Юрьевна – заместитель Председателя ГД;
- Толстой Петр Олегович – заместитель Председателя ГД;
- Яровая Ирина Анатольевна – заместитель Председателя ГД;
- Даванков Владислав Андреевич – заместитель Председателя ГД;
- Бабаков Александр Михайлович – заместитель Председателя ГД;
- Абрамченко Виктория Валериевна – заместитель Председателя ГД;
- Кара-оол Шолбан Валерьевич – заместитель Председателя ГД;
- Чернышов Борис Александрович – заместитель Председателя ГД;
- Зюганов Геннадий Андреевич – руководитель фракции;
- Миронов Сергей Михайлович – руководитель фракции;
- Нечаев Алексей Геннадьевич – руководитель фракции;
- Слуцкий Леонид Эдуардович – руководитель фракции;
- Васильев Владимир Абдуалиевич – руководитель фракции.